# THK (機械メーカー)
THK株式会社（ティエチケー、英: THK CO., LTD.）は日本の大手機械要素部品メーカーである。

## 概要
世界初の「Linear Motion Guide」と称するレール上を移動する可動部品を開発し、日本国内約70％、世界でも60％を超える高いシェアを持っている。また可動ねじなども主力商品であり、製造機械や自動車の部品として採用されている。ビル等の大規模建物の免震機構にも採用されており、近年は一般戸建て住宅向けの免震機構も開発している。売上構成は機械要素部品事業が100%となっている。
THKの名前の由来はタフネス「Toughness」、ハイクオリティ「High Quality」、ノウハウ「Know-how」の頭文字を取ったものである。「世にない新しいものを提案し、世に新しい風を吹き込み、豊かな社会作りに貢献する」という経営理念を持つ。

## 沿革
- 1971年 - 4月 東邦精工株式会社として設立。
- 1972年 - 12月 株式会社日新製作所を合併。
- 1984年 - 1月 THK株式会社に商号変更。
- 1985年 - 4月 東洋精工株式会社を合併。
- 1988年 - 4月 THK販売株式会社を合併。
- 1989年 - 11月 ジャスダックに上場。
- 2001年 - 2月 東証1部に上場。
- 2003年 - 販売拠点のTHK上海を設立。
- 2005年 - 生産拠点のTHK精密工業有限公司(無錫・遼寧)を設立。
- 2017年 - 本社を品川区西五反田から港区芝浦へ移転。
  - 本社はかつて田町ハイレーンがあった場所である。

## 主な事業所
- 甲府工場（山梨県中央市）
- 岐阜工場（岐阜県不破郡関ケ原町）
- 三重工場（三重県松阪市）
- 山口工場（山口県山陽小野田市）
- 山形工場（山形県東根市）

## 主要子会社

### 連結子会社
- THKインテックス（旧大東製機・ベルデックス）
- トークシステム
- THK新潟
- THKリズム
- エルトレーディング
- 日本スライド工業
- THK Holdings ofAmerica, L.L.C.（アメリカイリノイ州・シャンバーグ）
- THK America, Inc.（アメリカイリノイ州・シャンバーグ）
- THK Manufacturing of America, Inc.（アメリカオハイオ州・ヘブロン）
- THK RHYTHM NORTH AMERICA CO., LTD.（アメリカ・テネシー州）
- THK Europe B.V. （オランダ）
- THK GmbH（ドイツ・ノルトライン＝ヴェストファーレン州）
- THK France S.A.S（フランス・ダーディリー）
- THK Manufacturing of Europe S.A.S.（フランス・エンジスハイム）
- THK Manufacturing of Ireland Ltd.（アイルランド・ダブリン）
- THK（中国）投資有限公司（中国遼寧省大連市）
- THK（上海）国際貿易有限公司（中国上海市）
- 大連THK瓦軸工業有限公司（中国遼寧省大連市）
- THK（無錫）精密工業有限公司（中国江蘇省無錫市）
- THK（遼寧）精密工業有限公司（中国遼寧省大連市）
- 蒂業技凱力知茂（広州）汽車配件有限公司
- 蒂業技凱力知茂（常州）汽車配件有限公司
- THK常州精工有限公司
- THK TAIWAN CO., LTD.（台湾台北市）
- THK LM SYSTEM Pte. Ltd.（シンガポール）
- THK RHYTHM(THAILAND) CO., LTD.（タイ）
- THK MANUFACTURING OF VIETNAM CO., LTD.（ベトナム・バックニン）
- THK RHYTHM MALAYSIA Sdn. Bhd.（マレーシア・ペナン州）

### 関連会社
- 三益THK（韓国大邱）

## スポンサー活動
- 2023 ワールド・ベースボール・クラシック - グローバルパートナー

## 提供番組
すべて、提供企業名告知のみで、CMは流れない。
- 「週末一句」（日本テレビ、土曜のみ）
- 「FNN東海テレニュース」（東海テレビ、月曜 20:54のみ）
- 「ABCニュース」（朝日放送、水曜 24:17のみ）